# تقية يحيى حميد الدين
الأميرة تقية بنت يحيى حميد الدين (1922-15 مارس 2024)، أديبة وشاعرة يمنية، وكانت آخر الأحياء الإناث من ذرية الإمام يحيى حميد الدين مؤسس المملكة المتوكلية في اليمن وترتيبها الخامسة بين بناته الست. عُرفت بروايتها «يتيمة الأحزان من حوادث الزمان»، والتي دونت فيها مذكراتها واستعرضت فيها جانبًا من حياتها الشخصية وحياة أسرتها الحاكمة في اليمن الشمالي إبان حكمها المملكة المتوكلية اليمنية قبل قيام ثورة 26 سبتمبر عام 1962. وقد ألفت الكتاب بجزالة أدبية مؤثرة، ورثتها عن والدها الإمام، وثقت فيه أيضاً بعض الأحداث التي عاشتها أو انفعلت منها أو تفاعلت معها أثناء حقبة زمنية ثار عليها اليمنيون بضع مرات، حتى قيام ثورة 26 من سبتمبر ضد المملكة المتوكلية في العام 1962.

كتاب يتيمة الأحزان

## بعض الأحداث في حياتها
ولدت في صنعاء عام 1922وفي مرجع آخر عام 1920، (1341 هـ)، وفي توضيح من أحد أحفادها، يؤكد أن ميلادها كان في العام 1923. وكانت وحيدة أمها التي طلقها والدها الإمام قبيل ولادتها، قبل أن يلتئم شملها مع أشقائها الأربعة عشر في قصر دار السعادة، كما أسماه والدها الإمام، والذي بناه العثمانيين كمشفى بصنعاء، وتحول إلى سكن لزوجات والدها الثلاث. كما تطرقت في مذكراتها، إلى حادثة إقدام أبيها على تزويجها من شخص لم تكن تحبه ولا تعرفه وهو عبد الله بن علي الوزير والذي كان يكبرها بما لا يقل عن سبعة عشر عاما، بينما كانت هي في سن الثانية عشرة من عمرها، وكان قد سبق له الزواج ثلاث مرات وكانت زوجته الثانية ابنة أخيها ولي العهد أحمد. كما تطرقت إلى حياة الارستقراطية وامتيازاتها التي كانت تعيش في ظلها أسرتها الحاكمة، في وقت كانت تفتقر فيه البلاد إلى أبسط مقومات الحياة، وتحولت إلى متحف القرون الوسطى، كما يصفها المؤرخون. شهدت خلال حياتها حادثة قتل أبيها الإمام في ثورة الدستور عام 1948 التي خطط لها وقادها زوجها، وقتل سبعة من إخوانها ووفاة والدتها أمة الرحمن علي محمد غمضان الكبسي وعمرها سبع سنوات. تزوجت مرتين الأولى في عام 1354 هـ وعمرها يقترب من الـ 13 سنة من عبد الله بن علي الوزير - كما ذكرنا - و أنجبت منه بنتًا واحدة اسماها الإمام يحيى أمة العزيز، بينما كان زواجها الثاني من أحمد بن حسين الكبسي،

## وفاتها
توفيت يوم الخميس 14 مارس 2024 في العاصمة السعودية الرياض، عن عمر ناهز 102 عامًا بعد سنوات من العيش في المنفى، إلى جانب أسرتها التي غادرت اليمن عقب الثورة على النظام الإمامي، وإعلان الجمهورية عام 1962، وتعد تقية حميد الدين، آخر الراحلين من بنات الإمام يحيى حميد الدين. وفي توضيح من أحد أقاربها، أفاد انها توفيت في المنطقة الشرقية من المملكة العربية السعودية في مدينة الخبر، ودفنت في مقبرة الثقبة.